# Hanatou Ouelogo
Konkiswinde Hanatou Ouelogo (5 de agosto de 1978) es una deportista burkinesa que compitió en judo. Ganó una medalla de plata en el Campeonato Africano de Judo de 2004 en la categoría de –48 kg.

## Palmarés internacional
| Campeonato Africano | Campeonato Africano | Campeonato Africano | Campeonato Africano |
| Año                 | Lugar               | Medalla             | Categoría           |
| ------------------- | ------------------- | ------------------- | ------------------- |
| 2004                | Túnez (Túnez)       | Medalla de plata    | –48 kg              |